# Zubutli-Miatli
Zubutli-Miatli (en rus: Зубутли-Миатли) és un poble del Daguestan, a Rússia, que en el cens del 2010 tenia 4.529 habitants. Pertany al districte rural de Kiziliurt.